# Juli 1932
| Deze maand                                                                                       |
| ------------------------------------------------------------------------------------------------ |
| - Duitse herstelbetalingen geregeld - Regering van Pruisen ontslagen - NSDAP wint in de Rijksdag |

De volgende gebeurtenissen speelden zich af in juli 1932. Sommige gebeurtenissen kunnen 1 of meerdere dagen te laat genoemd worden omdat ze per abuis vermeld zijn op de datum waarop ze bekend zijn geworden in plaats van de datum dat ze plaatsvonden.

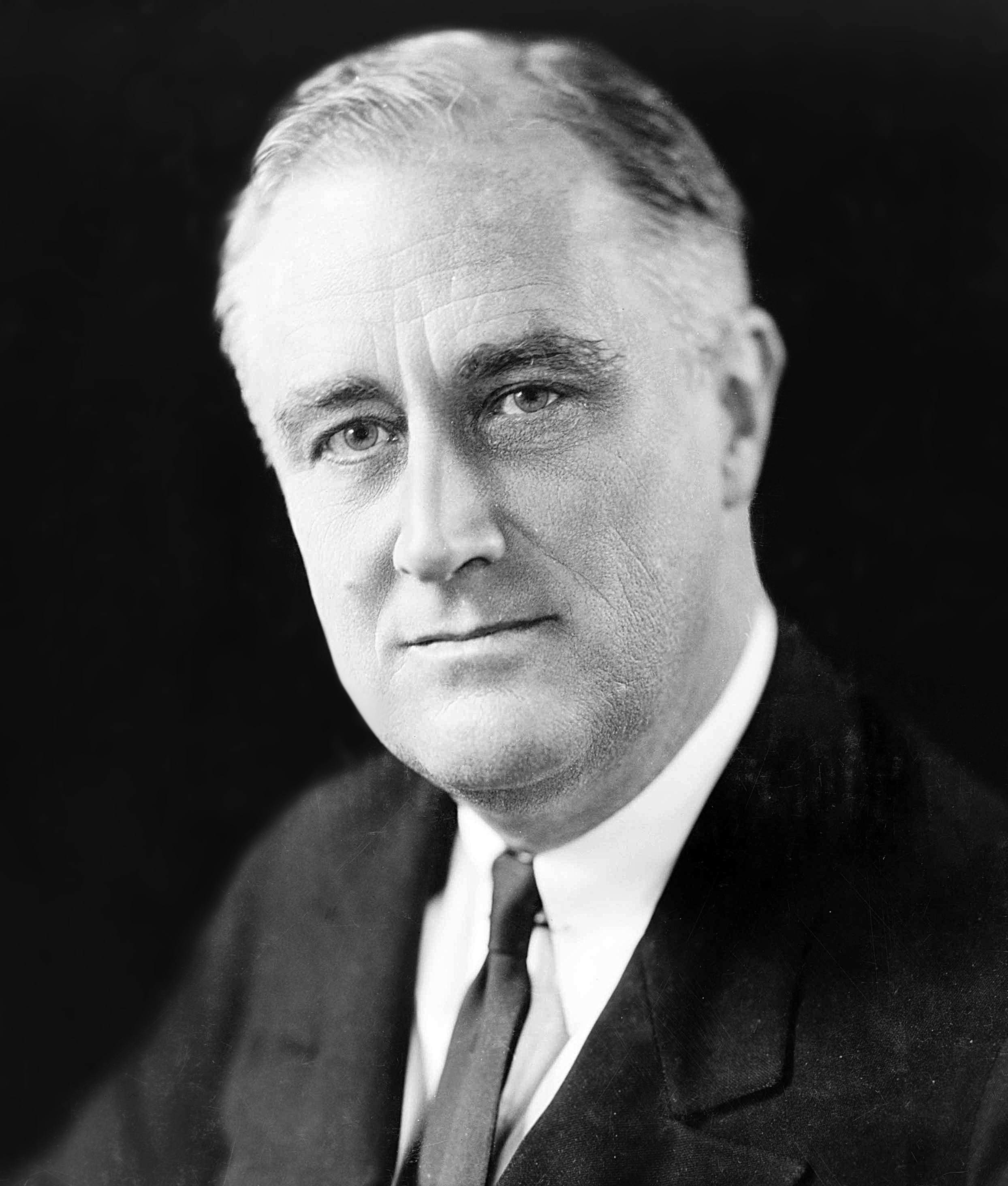
Franklin D. Roosevelt

- 2: De Fransman René Machenaud maakt een parachutesprong vanaf een recordhoogte van 8000 meter.
- 2: Langs de weg Gelsen-Beek worden proeven ondernomen om een door Philips ontwikkelde natriumlamp als straatverlichting te gebruiken.
- 4: Franklin D. Roosevelt wordt aangewezen als presidentskandidaat voor de Democraten.
- 5: In Turkije wordt het gebruik van de oude naam Constantinopel voor de stad Istanboel verboden.
- 6: In Iroemoe (Belgisch-Congo) worden twee mannen opgehangen wegens kannibalisme.
- 7: De Franse onderzeeboot Promethée zinkt in de haven van Cherbourg. Het grootste deel der bemanningsleden komt om.
- 8: Op de Herstelconferentie wordt het verdrag van Lausanne getekend tussen Duitsland en de schuldeisende landen. De herstelbetalingen worden betaald met behulp van schuldbekentenissen door Duitsland, uit te geven tegen een rente van 5%.
- 11: Muhammad Ali Bey al-Abid wordt benoemd tot president van Syrië.
- 12: De Amerikaanse vliegeniers James Mattern en Bennett Griffin, die bezig waren met een vlucht rond de wereld, moeten bij Borissow een noodlanding maken, waarbij hun toestel total loss raakte.
- 12: Noorwegen bezet het deel van de oostkust van Groenland tussen 63°40' en 60°30;' noorderbreedte.
- 13: Turkije treedt toe tot de Volkenbond.
- 13: Een in de staat São Paulo uitgebroken opstand heeft zich ook over andere staten van Brazilië verspreid.
- 13: Denemarken dient een protest in bij het Permanente Gerechtshof van Internationale Justitie tegen Noorwegen betreffende de bezetting van delen van Groenland.
- 13: De tekst van een half-geheim 'gentleman's agreement' (het akkoord van vertrouwen) tussen de Europese schuldeisers van Duitsland bij het verdrag van Lausanne wordt bekendgemaakt. De afspraak houdt in dat het verdrag pas geratificeerd wordt als de staten ook overeenstemming hebben kunnen krijgen met hun schuldeisers (in het bijzonder de Verenigde Staten).
- 14: De Ierse kamer verwerpt het amendement van de senaat op de wet tot afschaffing van de eed van trouw aan de Britse kroon. Hiermee is de wet in elk geval tot nieuwe verkiezingen opgeschort.
- 14: Uruguay verbreekt de diplomatieke betrekkingen met Argentinië na een als belediging opgevat incident bij het bezoek van de kruiser Uruguay aan Buenos Aires.
- 14: België en Italië treden toe tot het akkoord van vertrouwen tussen het Verenigd Koninkrijk en Frankrijk.
- 18: Het verdrag van Ouchy ter verlaging van de onderlinge invoerrechten) tussen Nederland, België en Luxemburg wordt ondertekend.
- 18: De Japanse troepen rukken op tegen de Chinezen in de provincie Jehol en bezetten de stad Chaoyang.
- 19: Polen verklaart tot het akkoord van vertrouwen te willen toetreden.
- 19: Kaye Don breekt het snelheidsrecord voor motorboten, en brengt het boven de 120 mijl per uur.
- 20: Rijkskanselier Franz von Papen wordt in een noodverordening benoemd tot rijkscommissaris van Pruisen. Alle Pruisische staatsministers worden ontslagen. Von Papen krijgt de rechten van de premier van Pruisen, en mag anderen tot rijkscommissaris benoemen om de ministers te vervangen.
- 20: In Berlijn en Brandenburg wordt de staat van beleg afgekondigd.
- 20: Hongarije en Joegoslavië treden toe tot het akkoord van vertrouwen.
- 21: De Pruisische regering dient een aanklacht in bij het Staatsgerechthof in Leipzig, inhoudende dat de rijkscommissaris geen acties mag uitvoeren totdat de legaliteit van de noodverordening van 20 juli getoetst is door het Rijksgerechthof.
- 21: In Berlijn en Brandenburg wordt het aansporen tot stakingen strafbaar gesteld.
- 22: Franz von Papen vormt een voorlopige regering voor Pruisen.
- 23: De eerste periode van de Ontwapeningsconferentie komt ten einde. De conferentie wordt voor maximaal 4 maanden verdaagd. Het jaar van stilstand van de bewapening, die op 29 september zou eindigen, wordt met 4 maanden verlengd.
- 24: Tsjecho-Slowakije treedt toe tot het akkoord van vertrouwen.
- 24: Op de interparlementaire conferentie van de Volkenbond zorgt de Franse afgevaardigde Pierre Renaudel voor een incident door te stellen dat de fascistische regering van Italië Giacomo Matteotti vermoord zou hebben. Hij weigert zijn verontschuldigingen aan te bieden, en de Italianen trekken zich terug uit de conferentie.
- 25: Het Rijksgerechtshof in Leipzig verwerpt de Pruisische eis betreffende de regeringswisseling. Reden is dat het hof weigert de geëiste deling van de staatsmacht tussen de oude regering en de rijkscommissaris goed te keuren, en zich niet competent achtte zelf voorstellen te doen betreffende de regeling van de staatsmacht in Pruisen.
- 25: Duitsland treedt toe tot het akkoord van vertrouwen.
- 25: Polen en Rusland sluiten een niet-aanvalsverdrag.
- 26: De staat van beleg in Berlijn en Brandenburg wordt opgeheven. De uitvoerende macht en het commando over de politie gaan hierdoor weer over van militaire naar burgerlijke autoriteiten.
- 27: Paul Gorgulov, de moordenaar van de Franse president Paul Doumer, wordt ter dood veroordeeld.
- 29: Tussen 31 juli (de datum van de Rijksdagsverkiezingen) en 10 augustus zijn alle openbare politieke bijeenkomsten in Duitsland verboden.
- 30-14 augustus: Olympische Zomerspelen 1932 in Los Angeles.
- 31: Bij verkiezingen voor de Rijksdag stijgen de nationaalsocialisten van 107 naar 230 van de 607 (was 577) zetels, en van 18,3% naar 37,3% van de stemmen.

<< · januari · februari · maart · april · mei · juni · juli · augustus · september · oktober · november · december · >>